# Chrysichthys laticeps
Chrysichthys laticeps är en fiskart som beskrevs av Pellegrin 1932. Chrysichthys laticeps ingår i släktet Chrysichthys och familjen Claroteidae. IUCN kategoriserar arten globalt som livskraftig. Inga underarter finns listade i Catalogue of Life.